# Міжнародна асоціація бодибординга
Міжнародна асоціація бодибординга (МБА) — керівний орган для професійних бодибордерів.
МБА організовує світовий тур, присвячений цьому виду спорта.